# Kraška vas
Kraška vas – wieś w Słowenii, w gminie Brežice. W 2018 roku liczyła 22 mieszkańców.